# Friedemann Kupsa
Friedemann Kupsa (* 7. September 1943 in St. Pölten, Österreich) ist ein österreichischer Cellist.

## Leben und Wirken

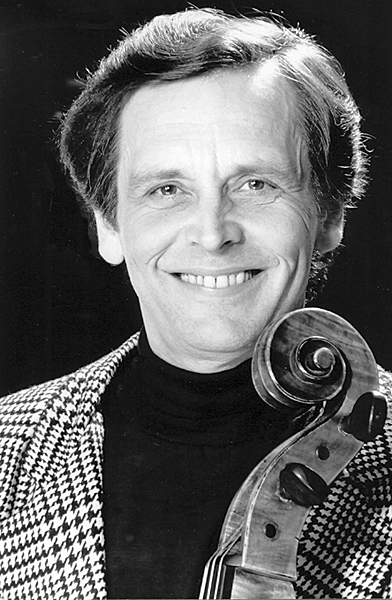
Friedemann Kupsa

Friedemann Kupsa studierte an der Hochschule für Musik Wien und besuchte Meisterkurse bei Daniil Schafran sowie Kammermusikkurse beim La-Salle-Quartett. Seit 1986 ist er Mitglied des Fanny Mendelssohn Quartetts und erlangte mit diesem Bekanntheit durch zahlreiche Kammermusik-Ersteinspielungen von Fanny Mendelssohn-Hensel, Ethel Smyth, Germaine Tailleferre und Grażyna Bacewicz.
Kupsa spielte die große Klavierkammermusik von Max Reger zusammen mit dem Pianisten Wolfram Lorenzen ein (Klavierquintett op. 64, Klaviertrio op. 102, Klavierquartette opp. 113 und 133) sowie die ersten 8 Streichquartette von Darius Milhaud und die zwei großen Streichquartette von Arthur Bliss. Zusammen mit der Pianistin Anna Silova spielte er die beiden Cellosonaten von Ethel Smyth als Weltersteinspielung ein. Ebenfalls erfolgte die CD-Einspielung der Cellowerke von Nadia Boulanger. Gemeinsam mit der Pianistin Céline Dutilly veröffentlichte er die Einspielungen der beiden Werke für Cello und Klavier von Fanny Mendelssohn-Hensel, die „Sonata o Fantasia“ als Weltpremiere sowie das „Capriccio“.
Im Rahmen seines Engagements für die Musik des 20. Jahrhunderts erfolgten die Weltersteinspielungen der Duo-Sonaten von Nikos Skalkottas und von Anatol Vieru. Zusammen mit den Duo-Sonaten von Maurice Ravel, Zoltán Kodály, Arthur Honegger, Darius Milhaud und den Variationen von Elizabeth Maconchy. spielte er die Weltpremiere der Duo-Komposition „Strassenmusik n°16“ op. 210 von Dimitri Nicolau ein, die ihm und der Violinistin Renate Eggebrecht gewidmet wurde.
Kupsa spielte mit seinem Ensemble in zahlreichen Konzerten wie u. a. beim Schleswig-Holstein Festival, Toblacher Gustav Mahler Festival, Frauen-Musikfestival Chard, Musikfest Lucca, Frauen-Musikfestival München und dem Moravia Festival begleitet von Rundfunkaufnahmen und Fernsehmitschnitten.
1991 gründete er zusammen mit seiner Frau Renate Eggebrecht das CD-Label Troubadisc, das Klassische Musik jenseits des gängigen Repertoires veröffentlicht.

## DisKografie
- Kodály, Maconchy, Vieru, Nicolau; Sonaten für Violine & Violoncello, 2002
- Ravel, Milhaud, Honegger, Skalkottas; Sonaten für Violine & Violoncello, 2000
- Reger; Klaviertrio op. 102, Klavierquartette opp. 113 und 133, Klavierquintett op. 64 (Wolfram Lorenzen Klavier), 1996–98
- Lutyens, Dinescu, Coates; Streichquartette, 1997
- Bliss; Streichquartette, 1995
- Milhaud; Streichquartette Nr. 1–8, 1994–95
- Fanny Mendelssohn; Klavierquartett, Streichquartett, Klaviertrio, 1994, „Sonata o Fantasia“, „Capriccio“, 2003
- Tailleferre; Klaviertrio, Streichquartett, 1992
- Bacewicz; Streichquartette Nr. 4, 6, 7, 1991
- Smyth; Cellosonate op. 5, Streichquartett, Streichquintett, 1990, Cellosonate c-Moll, 1997
- Nadia Boulanger; Drei Stücke für Violoncello und Klavier, 1993